# Triaenops goodmani
Triaenops goodmani es un murciélago extinto de la familia de los hiposideridos. Se conoce únicamente a partir de tres mandíbulas encontradas el 1996 en la cueva de Anjohibe, al noroeste de Madagascar.
La especie fue descrita el 2007 por la naturalista Karen Samonds a partir de este material de 10.000 años de antigüedad. El nombre específico fue elegido en honor de Steven M. Goodman, un naturalista estadounidense, por su trabajo sobre los murciélagos. Un fragmento de húmero de quiróptero encontrado a la misma localidad no se ha atribuido a la especie con certeza y podría corresponder a T. menamena, una especie actual.
Se ha relacionado T. goodmani y Triaenops o Paratriaenops, otros géneros muy cercanos, basándose en una serie caracteres dentales, como por ejemplo la cuarta premolar unicuspidade, parecido a una canina diente molar.

## Descripción

Vista labial de una mandíbula parcial. De izquierda a derecha, la cuarta premolar (p4) y las dos primeras molares (m1 y m2).

T. goodmani es conocido a partir de tres mandíbulas: una que presenta la cuarta premolar (p4) y las dos primeras molares (m1 y m2) y dos que sólo presentan la segunda y tercera molares (m2 y m3). La mandíbula es relativamente robusta.

## Literatura citada
- Benda, P.; Vallo, P. 2009. Taxonomic revision of the genus Triaenops (Chiroptera: Hipposideridae) with description of a new species from southern Arabia and definitions of a new genus and tribe. Folia Zoologica 58(Monograph 1):1–45.

- Goodman, S.M.; Ranivo, J. 2009. The geographical origin of the type specimens of Triaenops rufus and T. humbloti (Chiroptera: Hipposideridae) reputed to be from Madagascar and the description of a replacement species name (se requiere suscripción) Mammalia 73:47–55.

- Russell, A.L., Goodman, S.M.; Cox, M.P. 2008. Coalescent analyses support multiple mainland-to-island dispersals in the evolution of Malagasy Triaenops bats (Chiroptera: Hipposideridae) Archivado el 22 de septiembre de 2020 en Wayback Machine.. J. of Biogeography 35:995–1003.

- Samonds (Irwin), K.E. 2006. The origin and evolution of Malagasy bats: Implications of new Late Pleistocene fossils and cladistic analyses for reconstructing biogeographic history. Ph.D. Dissertation, Department of Anatomical Sciences, Stony Brook University, xx + 403 p.

- Samonds, K.E. 2007. Late Pleistocene bat fossils from Anjohibe Cave, northwestern Madagascar. Acta Chiropterologica

- Datos: Q7839921
- Multimedia: Triaenops goodmani / Q7839921
- Especies: Triaenops goodmani